# Iglesia de San Donato (Siena)
La iglesia de San Donato (en italiano: Chiesa di San Giuseppe), también conocida como iglesia de San Miguel en el Monte de San Donato, es una iglesia católica italiana en el terzo di Città de Siena, Toscana, dedicada a Donato de Arezzo.El banco Monte dei Paschi di Siena, cuya sede original se encontraba en el palacio Salimbeni y cuya fachada posterior da a la iglesia, alberga la pinacoteca de San Donato.

## Historia
Aquí ya desde 1119 existía una iglesia, inicialmente dedicada al Arcángel Miguel y llamada San Michele in Poggio. En un principio estaba unida a una abadía vallombrosana, fundada en 1096 por Pedro de Siena bajo autorización del Papa Pascual II y dependiente de la abadía de Passignano. 
En el siglo XVI la presencia monástica comenzó a debilitarse hasta desaparecer por completo. De 1597 a 1666 la Abadía fue sede del Seminario de la Congregación de los Sagrados Clavos, quien se inspiró en el modelo del oratorio de San Felipe Neri de Roma en el fervor de la Contrarreforma. En 1683 el arzobispo Leonardo Marsili cedió el templo a la orden de los Carmelitas y reconstruida en estilo barroco. 
En 1816 se convirtió en iglesia parroquial con la advocación actual. La iglesia de San Michele y luego de San Donato fue la sede sienesa de la Orden Ecuestre de San Esteban, Papa y Mártir, orden dinástica de la Casa Gran Ducal de Toscana, cuyos escudos son visibles en los laterales de la fachada.

## Arquitectura
La fachada actual fue restaurada en estilo neorrománico en 1940-1942. La parte inferior es de piedra, mientras que la superior es de ladrillo con un rosetón de mármol. En el crucero quedan restos de la iglesia románica.
El altar mayor tiene dos ángeles de mármol atribuidos a Giuseppe Mazzuoli. Entre las obras que se pueden admirar en el interior de la iglesia se encuentran un Cristo con corona de espinas de Sebastiano Folli, un Cristo aparecido a San Juan de la Cruz de Giovani Battista Sorbi y cinco lienzos que representan la vida de Santa Teresa de Ávila de Antonio Nasini. Los frescos del ábside fueron realizados por Luigi Ademollo en 1794.